# Willie Porter
William Porter, detto Willie (Winston-Salem, 3 luglio 1942 – 4 novembre 1992), è stato un cestista statunitense, professionista nella ABA.

## Carriera
Venne selezionato dai Cincinnati Royals al sedicesimo giro del Draft NBA 1965 (108ª scelta assoluta).

## Palmarès
- Campionato ABA: 1

Pittsburgh Pipers: 1968